# Luisiana
Luisiana è una municipalità di quinta classe delle Filippine, situata nella Provincia di Laguna, nella Regione del Calabarzon.
Luisiana è formata da 23 baranggay:
- Barangay Zone I (Pob.)
- Barangay Zone II (Pob.)
- Barangay Zone III (Pob.)
- Barangay Zone IV (Pob.)
- Barangay Zone V (Pob.)
- Barangay Zone VI (Pob.)
- Barangay Zone VII (Pob.)
- Barangay Zone VIII (Pob.)
- De La Paz
- San Antonio
- San Buenaventura
- San Diego

- San Isidro
- San Jose
- San Juan
- San Luis
- San Pablo
- San Pedro
- San Rafael
- San Roque
- San Salvador
- Santo Domingo
- Santo Tomas